# Urgermanische Sprache

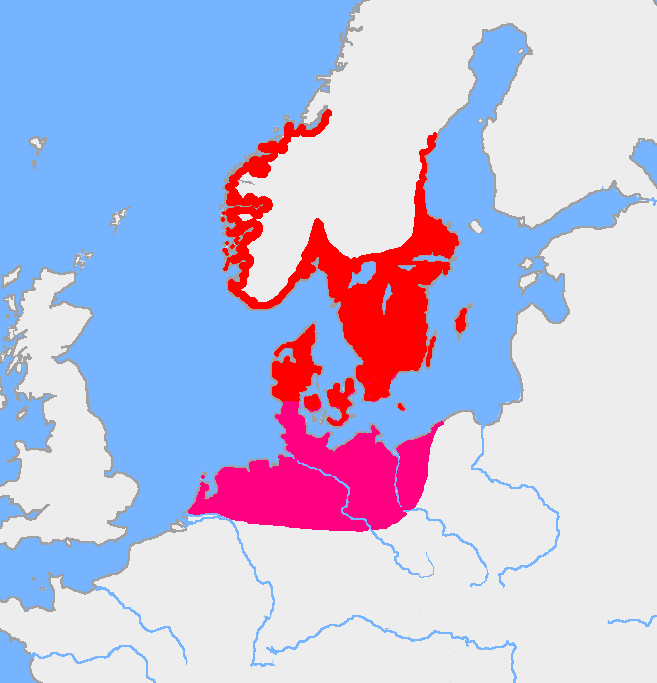
Karte vorrömerzeitlicher Kulturen (um 500 v. Chr. bis 50 v. Chr.), die mit dem Urgermanischen in Verbindung gebracht werden: in Rot die frühe nordische Eisenzeit, rosa eingefärbt die Jastorf-Kultur.

Urgermanisch (auch Protogermanisch) nennt man die hypothetische Vorläufersprache aller germanischen Sprachen, gewissermaßen die Ursprache der germanischen Sprachfamilie, zu der neben anderen die heutigen Sprachen Deutsch, Englisch, Niederländisch und Schwedisch zählen. Es entwickelte sich möglicherweise im 2. Jahrtausend v. Chr., spätestens im 1. Jahrtausend grob rund um die westliche Ostsee, nach anderen Quellen etwas weiter südlich um den Harz herum.

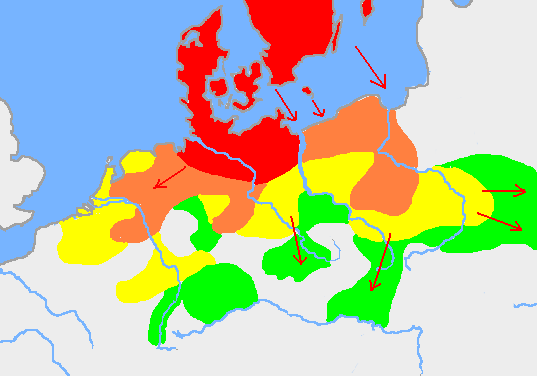
Die Verbreitung der germanischen Sprachen und Dialekte:
Verbreitung bis 750 v. Chr.
Verbreitung bis 500 v. Chr.
Verbreitung bis 250 v. Chr.
Verbreitung bis 1 n. Chr.

## Sprecher und wichtigste Merkmale
Die Sprecher dieser Sprachstufe werden unabhängig von ethnologischen und geografischen Belegen als Germanen bezeichnet. Über die Datierung des Urgermanischen lässt sich mangels Textzeugnissen nichts Genaues sagen. Die ihm vorangehende, nachindogermanische Sprachstufe, in der die erste Lautverschiebung (einschließlich der durch das Vernersche Gesetz bezeichneten Ausnahmen) und die Akzentverlagerung auf die Stammsilbe noch nicht vollzogen waren, wird als Prägermanisch (engl. Pre-Germanic, frz. pré-germanique) bezeichnet.
Zu den auffälligsten Merkmalen des Urgermanischen zählt im Bereich der Phonologie das aus der ersten Lautverschiebung hervorgegangene neue Verschlusslaut-Obstruenten-System. Im Bereich der Morphologie waren das auf Ablaut basierende System der starken Verben, die Einführung eines Zahnlautes zur Kennzeichnung der Vergangenheit (Dentalpräteritums) sowie die Einführung einer schwachen Adjektivflexion charakteristische Merkmale des Urgermanischen.

## Datierung und Einordnung

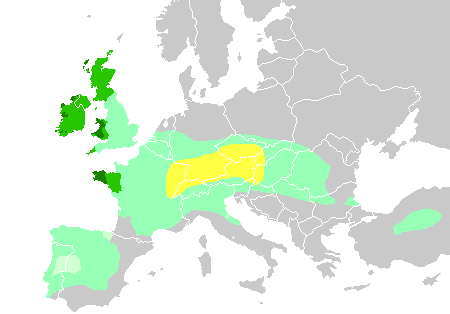
Die Verbreitung keltischer Sprachen und Völker im Lauf der Zeit:
Gebiet der Hallstatt-Kultur im 6. Jahrhundert v. Chr. und der Verbreitung
Größte keltische Ausdehnung, um 275 v. Chr.
Lusitania (keltische Besiedlung unsicher)
Die „sechs keltischen Nationen“, in denen es bis in die Frühe Neuzeit eine signifikante Anzahl von Keltisch-Sprechern gab.
Das heutige Verbreitungsgebiet keltischer Sprachen

Das Urgermanische wurde bis zur beginnenden Auflösung der germanischen Spracheinheit gegen Ende des 1. Jahrtausends v. Chr. gesprochen, war aber zu diesem Zeitpunkt angesichts der Ausdehnung seines Verbreitungsgebietes sicher bereits dialektal gegliedert. Ein Hinweis dafür findet sich in der Germania von Tacitus (Kap. 43,1). Außerdem hatte die germanische Sprache zu diesem Zeitpunkt schon eine lange Entwicklung durchlaufen, über deren Ablauf im Einzelnen wenig bekannt ist. Deshalb sind in der Regel nur Früher-Später-Bezüge (Relativchronologien) möglich, d. h. Aussagen über die Reihenfolge verschiedener phonetischer und morphologischer Veränderungen, nicht aber über deren Zeitraum.
Verschiedentlich wurde das Germanische mit anderen indogermanischen Sprachzweigen zu einer größeren Gruppe zusammengefasst. Vor Entdeckung des Tocharischen und des Hethitischen wurde zwischen Kentum- und Satemsprachen unterschieden, wobei das Germanische zusammen mit dem Griechischen, dem Italischen und dem Keltischen zur Gruppe der Kentum-Sprachen gehörte. Diese auf nur einem einzigen phonologischen Einzelmerkmal beruhende Einteilung ist seit langem überholt, wenn sie auch (v. a. in der englischen Literatur) immer wieder abgeschrieben wird. Damit verlor in der zweiten Hälfte des 20. Jahrhunderts die Annahme einer „alteuropäischen Sprache“ an Plausibilität und Einfluss.
Die germanischen Stämme breiteten sich bis zum 1. Jahrhundert v. Chr. vermehrt aus ihrem ursprünglichen Sprachraum nach Süden und Westen Mitteleuropas aus. Hierbei verdrängten sie die Kelten und deren Sprache bis zu den Flüssen Rhein und zur Donau, die nun die Grenzströme zum keltischen Gallien und auch zum keltischen Rätien bildeten.

## Erschließung
Da vom Urgermanischen keine Textzeugnisse erhalten sind, spricht man von einer Rekonstruktsprache, also einer Sprache, die durch die Methode der historisch vergleichenden Sprachwissenschaft erschlossen wird. Die Rekonstruktion des Urgermanischen erfolgt einerseits anhand der frühestbezeugten altgermanischen Einzelsprachen Gotisch, Althochdeutsch, Altenglisch, Altsächsisch, Altnordisch, Altniederländisch, Altfriesisch und Altfränkisch, andererseits durch den Vergleich mit den übrigen Zweigen der indogermanischen Sprachfamilie. Das Urgermanische ist einer der Fortsetzer der indogermanischen Ursprache. Für die Rekonstruktion des Urgermanischen geht man nicht in erster Linie von den modernen germanischen Sprachen aus, sondern von den frühesten bezeugten Sprachstufen der germanischen Sprachfamilie, da diese der Ursprache noch viel näher gestanden haben müssen.
Grundlage der Erschließung des Urgermanischen bilden demnach die altgermanischen Korpussprachen. Da sich diese in Form, Menge und Zeitpunkt der Überlieferung stark unterscheiden, spielen nicht alle altgermanischen Sprachen eine gleich wichtige Rolle für die Rekonstruktion. An erster Stelle stützt man sich auf das Gotische, da man heute dank der Wulfilabibel gute Kenntnisse über die archaische Sprache der Westgoten im 4. Jahrhundert besitzt. Die übrigen nord- und westgermanischen Sprachen sind erst ab dem frühen Mittelalter handschriftlich belegt: Althochdeutsch und Altenglisch ab dem 7. Jahrhundert, Altsächsisch ab dem 9. Jahrhundert, Altniederfränkisch ungefähr ab dem 10. Jahrhundert, Altnordisch ab dem 12. Jahrhundert (in kurzen, urnordischen Runeninschriften allerdings bereits ab dem 2. Jahrhundert) und Altfriesisch ab dem 13. Jahrhundert. Kurze Runeninschriften des West- und Südgermanischen (Voralthochdeutsch, Altfränkisch) gehen auf das 5. und 6. Jahrhundert zurück.
Das Alter der Überlieferung sagt aber nicht alles über den Wert einer Sprache für die Rekonstruktion aus. So zeigt beispielsweise das Gotische im Gegensatz zu den späteren Sprachen (fast) keine Spuren des Vernerschen Gesetzes im Verbalbereich mehr und bietet somit in diesem Punkt keine Hilfe bei der Rekonstruktion der urgermanischen Verhältnisse, obwohl das Gotische viel früher bezeugt ist als beispielsweise Althochdeutsch oder Altenglisch, welche dennoch die Resultate des Vernerschen Gesetzes noch deutlich zeigen.
Wichtige Hinweise für das Urgermanische liefert zudem ein mehrheitlich auf skandinavischem Boden gefundenes Korpus von Runeninschriften. Etwa ab dem 2. Jahrhundert liegen solche Inschriften vor, die – je nach Lehrmeinung und Terminologie – sprachlich als urnordisch oder als nordwestgermanisch klassifiziert werden. Die Sprache dieser Inschriften steht der germanischen Ursprache, so wie man sie heute rekonstruiert, noch relativ nahe. Da viele Inschriften jedoch nicht eindeutig gedeutet sind oder nur aus einzelnen Wörtern oder Eigennamen bestehen, hält sich die daraus erwachsende Einsicht in Bezug auf das Urgermanische in Grenzen.
Weiteres Wissen über das Urgermanische stammt aus der frühen griechischen und lateinischen Überlieferung (Personennamen, Ethnonyme, Einzelwörter), wie bei Gaius Iulius Caesar und Tacitus. Auch frühe Lehnwörter können wichtige Aufschlüsse geben. Zum einen gibt es frühe germanische Lehnwörter in nicht indogermanischen Sprachen, so etwa im Finnischen und Estnischen kuningas ‚König‘, wohl von urgerm. *kuningaz. Andererseits lassen Lehnwörter, die beispielsweise aus dem Keltischen ins Germanische gekommen sind, gewisse Schlüsse zu.
Eine ebenfalls wichtige Methode für die Erschließung des Urgermanischen ist der sprachgeschichtliche Vergleich mit den übrigen indogermanischen Sprachzweigen und der aus diesen Zweigen erschlossenen indogermanischen Ursprache. Auf diese Weise können etwa Aussagen darüber gemacht werden, welche Eigenschaften das Urgermanische nach seiner Ausgliederung aus dem Urindogermanischen verloren haben muss. Zu weggefallenen Merkmalen kann eine Rekonstruktion, die ausschließlich auf den altgermanischen Einzelsprachen fußt, natürlich nichts erbringen.

## Phonologie

### Phoneminventar
|                 | Vorne | Vorne    | Vorne | Hinten | Hinten   | Hinten |
| kurz            | lang  | überlang | kurz  | lang   | überlang |        |
| --------------- | ----- | -------- | ----- | ------ | -------- | ------ |
| Geschlossen     | i     | iː       |       | u      | uː       |        |
| Halbgeschlossen | e     | eː       |       |        |          |        |
| Halboffen       |       | ɛː       | ɛːː   |        | ɔː       | ɔːː    |
| Offen           |       |          |       | ɑ      | ɑː       |        |

|                 | Vorne | Vorne    | Vorne | Hinten | Hinten   | Hinten |
| kurz            | lang  | überlang | kurz  | lang   | überlang |        |
| --------------- | ----- | -------- | ----- | ------ | -------- | ------ |
| Geschlossen     | ĩ     | ĩː       |       | ũ      | ũː       |        |
| Halbgeschlossen |       |          |       |        |          |        |
| Halboffen       |       |          |       |        | ɔ̃ː       | ɔ̃ːː    |
| Offen           |       |          |       | ɑ̃      | ɑ̃ː       |        |

Im Urgermanischen gab es also kein kurzes [o]. Das lange [ɑː], z. B. in dagāną, war sehr selten. Ob es nur einen oder mehrere lange /ē/-Laute gegeben hat, ist umstritten. Häufig werden zwei unterschiedliche Phoneme angesetzt, die zur Unterscheidung als /ē1/ und /ē2/ notiert werden. Nach neuerer Forschungsmeinung handelt es sich möglicherweise nur bei /ē1/ um einen urgermanischen Langvokal ([æː]), bei /ē2/ hingegen um einen Diphthong [iɑ]. Die gewöhnlich postulierten Diphthonge waren [ɑi], [ɑu], [eu], [iu].
|             | Bilabial | Dental | Alveolar | Palatal | Velar | Labiovelar |
| ----------- | -------- | ------ | -------- | ------- | ----- | ---------- |
| Plosiv      | p b      |        | t d      |         | k g   | kʷ ɡʷ      |
| Nasal       | m        |        | n        |         | ŋ     | ŋʷ         |
| Frikativ    | ɸ β      | θ ð    | s z      |         | x ɣ   | xʷ ɣʷ      |
| Approximant |          |        | l        | j       | w     |            |
| Vibrant     |          |        | r        |         |       |            |

Die stimmhaften Frikativlaute standen vermutlich in allophonischem Verhältnis mit den plosiven Entsprechungen b, d, g, gʷ, weshalb die Notation mit diesen Buchstaben ebenfalls zulässig ist.

### Lautliche Entwicklungen zum Urgermanischen
Zwischen dem Urindogermanischen und dem Urgermanischen stehen einige teils einschneidende lautliche Veränderungen. Ein Teil dieser Veränderungen ist zumindest relativ datierbar; die folgende Zusammenstellung gibt eine näherungsweise zeitliche Abfolge wieder:

#### Vorgermanische Lautwandel
| Zusammenfall der Palatale mit den Velaren durch Entpalatalisierung: - [kʲ] > [k] — *ḱm̥tóm > *km̥tóm > *hundą ‚hundert‘ - [gʲ] > [g] — *u̯érǵom > *wérgom > *werką ‚Werk‘ - [gʲʰ] > [gʰ] — *ǵʰóstis > *gʰóstis > *gastiz ‚Gast‘ |
| Anaptyxe des Sprossvokals [u] vor silbischen Sonoranten: - [m̥] > [um] — *ḱm̥tóm > *kumtóm > *hundą ‚hundert‘ - [n̥] > [un] — *n̥tér ‚zwischen … hinein‘ > *untér > *under ‚zwischen‘ - [l̥] > [ul] — *u̯ĺ̥kʷos > *wúlkʷos > *wulfaz ‚Wolf‘ - [r̥] > [ur] — *u̯ŕ̥mis > *wurmis > *wurmiz ‚Wurm‘ |
| Einschub des [s] zwischen heterosyllabischen Dentalen (d. h. der eine stammauslautend und der andere suffixanlautend ist): - /TˢT/ > [tˢ] > [ss] — *u̯id-tós ‚gesehen, erblickt‘ > *widˢtós > *witˢtós > *witˢós > *wissós > *wissaz ‚bekannt, gewusst‘ - tautosyllabische, stamminlautende Dentalgruppen bleiben unverändert — *atta > *attan ~ *attō̃ ‚Vater‘ |
| Geminatenvereinfachung nach einem Konsonanten oder einem Langvokal: - *kái̯d-tis ‚das Rufen‘ > *kái̯dˢtis > *kái̯ssis > *káisis > *haisiz ‚Befehl‘ |
| Dehnung der auslautenden Langvokale zu Überlangen: - *séh₁mō (Kollektivum) > *séh₁mō̃ > sēmō̃ ‚Samen (Plur.)‘ |
| Verlust der Laryngale, Phonemisierung ihrer Färbungsprodukte: - Laryngalschwund am Wortanfang vor einem Konsonanten: - *h₃dónts > *dónts > *tanþs ‚Zahn‘ - Laryngalschwund vor einem Vokal: - /h₁V/ > /V/ — *h₁ésti > *ésti > *isti ‚ist‘ - /h₂e/ > [a], ansonsten /h₂V/ > /V/ — *h₂énti ‚auf der Vorderseite, gegenüber‘ (Lokativ) > *antí > *andi ‚dagegen; außerdem‘ - /h₃e/ > [o], ansonsten /h₃V/ > /V/ — *h₃érōn > *órō̃n > *arō̃ ‚Adler, Aar‘ - Laryngalschwund nach einem Vokal, der daraufhin an Länge zunahm: - /VH/ > /Vː/ — *séh₁men n. ‚Samen (Sing.)‘ > *sēman m. - Beim Aufeinandertreffen zwei gleicher Vokale durch den Wegfall des Laryngals entstand aus den beiden gleichen Vokalen ein überlanger Vokal: — - Gen.-Pl.-Endung *-oHom > *-ō̃m > *-ō̃; Nom.-Pl.-Endung *-eh₂es > *-ā̃s > *-ō̃z - Laryngale verblieben zunächst zwischen Konsonanten. |
| Cowgill’sches Gesetz: /h₃/ (und möglicherweise /h₂/) verstärkt zu [g] zwischen einem Sonoranten und [w]: - *n̥h₃mé > *n̥h₃wé > *ungwé > *unk ‚uns zwei‘ |
| Vokalisierung der interkonsonantischen Laryngale: - /H/ > [ə] — *ph₂tḗr > *pətḗr > *ɸəþḗr > *fáđēr ‚Vater‘; *sámh₂dʰos > *sámədʰos > *saməđaz > *samdaz ‚Sand‘ |
| Labialisierung des folgenden Velars durch folgendes [w]: - *h₁éḱu̯os > *ékwos > *ékʷos > *ehwaz ‚Pferd‘ |
| Entlabialisierung neben [u] (oder [un]) vor [t]: - *gʷʰn̥tí- ‚das Schlagen‘ > *gʷʰúntis > *gʰúntis > *gunþiz ‚Schlacht‘ - Diese Regel wirkte noch bis in die urgermanische Zeit hinein. |

#### Lautwandel mit (bisher) unklarer Datierung
- Indogermanisch kurzes /o/ wurde in allen Stellungen zu urgermanisch kurzem /a/ und fiel dabei mit dem alten indogermanisch /a/ zusammen (Datierung unklar). Vermutlich gleichzeitig wurden indogermanisch *oi und *ou zu germ. *ai bzw. *au.
- Durch das Vernersche Gesetz wurden stimmlose Frikative in bestimmten lautlichen Umgebungen stimmhaft. Zu diesem Zeitpunkt mussten noch die alten, indogermanischen Akzentverhältnisse bestanden haben. Traditionell wurde diese Veränderung nach der ersten Lautverschiebung datiert; heute wird zunehmend eine frühe Datierung bevorzugt, zuletzt von Wolfram Euler.[9]
- Festlegung des Wortakzents auf die Stammsilbe (meist die erste Silbe, in Komposita hingegen regelmäßig die zweite). Diese geschah mit Sicherheit nach der Wirksamkeit des Vernerschen Gesetzes. Einige Autoren nehmen an, dass die Akzentverlagerung gleichzeitig mit der Ersten Lautverschiebung geschehen oder deren Ursache gewesen sei.[10]

#### Späte Lautwandel (nach etwa 500 v. Chr.)
- Erste Lautverschiebung, auch Grimms Gesetz genannt. Vermutlich in mehreren Schritten wurden dabei die alten „Verschlusslautreihen“ (p, t, k, kʷ; b, d, g, gʷ sowie gʰ, dʰ, bʰ und gʷʰ) grundlegend umgebaut. Dabei entstand die Reihe neuer Frikativlaute wie -f-, -þ- (dentaler Frikativ, vgl. engl. th- in thief) und ch. Die Datierung der ersten Lautverschiebung ist umstritten; als sicher gilt, dass sie frühestens ab dem 5. Jahrhundert vor Christus begonnen haben kann, da eine Reihe nicht früher übernommener keltischer und skythischer Lehnwörter im Germanischen diese Veränderungen noch mitvollzogen haben. Ebenfalls für eine eher späte Datierung der Ersten Lautverschiebung sprechen eine kleine Zahl offenbar noch unverschobener germanischer Namen bei antiken Schriftstellern sowie der Umstand, dass in den alten indogermanischen Verschlusslautreihen trotz der Lautverschiebung im Germanischen keinerlei Vermischung eingetreten ist.
- Erst nach der ersten Lautverschiebung wurde indogermanisch  /ā/ zu /ō/, da mehrere keltische Lehnworte der La-Tène-Zeit (etwa kelt. *brāka- ‚Hose‘) diese Veränderung mitvollzogen haben. Zusammen mit dem Wandel von indogermanisch /o/ zu urgermanisch /a/ (s. o.) erklärt dies das Fehlen von /ā/ und /o/ im Urgermanischen.
- Ebenfalls offenbar spät wurden verschiedene Konsonanten im Zuge des kombinatorischen Lautwandels an benachbarte Liquide und Nasale assimiliert. So wurde indogermanisch *-sm- zu urg. *-mm-, indogermanisch *-ln- zu urg. *-ll- und indogermanisch *-nw- zu urg. *-nn- vereinfacht.
- Vereinzelt bereits in urgermanischer Zeit begann die Abschwächung und der Verlust von Lauten und Silben am Wortende. In größerem Umfang geschah dies jedoch erst weit später, im Deutschen erst mit dem Übergang vom Alt- zum Mittelhochdeutschen im 10. Jahrhundert n. Chr.

Da die phonologischen Lautwandel vom Indogermanischen zum Urgermanischen zumindest näherungsweise in ihrer zeitlichen Abfolge bestimmt werden können, wird seit längerem versucht, Übergangszustände zwischen diesen beiden Sprachzuständen phonologisch und morphologisch näher zu analysieren und zu beschreiben, die dann beispielsweise in der mittleren und späteren Bronzezeit oder der (frühen) vorrömischen Eisenzeit gesprochen wurden. In der englischsprachigen Literatur wird für diese Sprachzustände neben „Pre-Germanic“ neuerdings auch der Begriff „Germanic Parent Language“ verwendet, in der deutschsprachigen hingegen meist die Termini „vorgermanisch“ oder „Protogermanisch vor der ersten Lautverschiebung“.

## Morphologie

### Kategorien
Zum Urgermanischen hin hat sowohl im Nominal- als auch im Verbalbereich ein starker Kategorienabbau stattgefunden.

#### Nominalsystem
Von den acht indogermanischen Kasus (Fällen) sind in der germanischen Ursprache noch sechs übrig: Nominativ, Akkusativ, Genitiv, Dativ, Instrumental und Vokativ. Der Instrumental ist nur noch im Westgermanischen, genauer: im Althochdeutschen und Altenglischen belegt, dadurch aber für das Urgermanische gesichert. Der Vokativ wiederum ist nur noch in wenigen Formen im Gotischen erhalten, hat aber bereits in der indogermanischen Ursprache in mehreren Deklinationen mit dem Nominativ übereingestimmt. Die Funktionen des Instrumentals, des Lokativs und des Ablativs sind überwiegend im Dativ aufgegangen, im Urnordischen überwiegen im Dativ sogar in mehreren Deklinationen die alten Lokativformen. Den Verlust an Kasus durch Vermischung oder andere Vereinfachungen der Paradigmen nennt man Synkretismus. Es gibt Hinweise, dass der Zusammenfall von Lokativ und (altem) Dativ in den Formen des urgermanischen Dativs nicht allzu lange vor Beginn der Überlieferung der germanischen Einzelsprachen geschehen ist, daher hat möglicherweise im Urgermanischen noch ein eigenständiger Lokativ existiert. Im Gotischen sind außerdem Reste des indogermanischen Ablativs nachweisbar (v. a. in Adverbialbildungen). Dies deutet darauf hin, dass das indogermanische Acht-Kasus-System zumindest in prägermanischer Zeit noch lange existiert hat und womöglich erst im ausgehenden ersten Jahrtausend vor Christus zum urgermanischen Sechs-Kasus-System reduziert wurde.
An weiteren Kategorien kennt das Urgermanische die drei Numeri Singular, Dual und Plural sowie die drei Genera Maskulinum, Neutrum und Femininum.

#### Verbalsystem
Hier kannte das Urgermanische an Kategorien die drei Modi Indikativ, Konjunktiv, Imperativ, sowie die zwei Diathesen Aktiv, (Medio)passiv. Das komplexe Tempus-Aspekt-System des urindogermanischen Verbums wurde stark vereinfacht, und es blieben nur die zwei Tempora Präsens und Präteritum übrig, während Griechisch und Latein sechs oder sieben davon haben. Jedoch:
- haben spätere germanische Sprachen (beispielsweise Englisch) ihr Zeitensystem mit Hilfe von periphrastischen Konstruktionen wieder stark ausgebaut;
- hatte die indogermanische Ursprache möglicherweise doch weniger Verbalkategorien als etwa das Griechische, da manche Kategorien wie das Futur erst einzelsprachlich entstanden sein dürften. Vgl. etwa die Imperfektformen im Latein auf -bā-, die sich von einer urindogermanischen Verbalwurzel *bʱuéh₂- ‚sein, werden‘ ableiten (amā-bā-s, wörtl. also ‚du warst am lieben‘);
- enthält die germanische Vergangenheit Formen des Aorists und des Perfekts, wie das lateinische Perfekt.

### Neuerungen
Die zentralen Neuerungen des Urgermanischen sind:
- Ausbau des Systems der starken Verben, wo die Flexion mit einem Zusammenwirken von distinktiven Endungen sowie von Ablaut (Binnenflexion) operiert.
- Einführung einer neuen Kategorie von „schwachen“ Verben ohne Ablaut. Sie bilden das Präteritum mit einem Dentalsuffix, dessen Herkunft umstritten ist. Möglicherweise handelt es sich um ein Periphrase mit dem Wort *đōn- ‚tun‘ oder um ein Suffix idg. *-to-.[11]
- Einführung einer schwachen Adjektivflexion. Die schwachen Adjektivformen weisen die Endungen der substantivischen n-Stämme auf und finden in syntaktisch bestimmten Kontexten (insbesondere direkt nach dem Demonstrativpronomen) Verwendung. Vgl. dazu ein glückliches Huhn (stark) und das glückliche Huhn (schwach).

### Beispielparadigmen
Als Beispielparadigmen dienen hier das Substantiv mit der Bedeutung ‚Gabe‘, das Verb für ‚tragen‘ sowie das Demonstrativpronomen ‚dieser‘.
|          | gotisch | altnordisch | althochdeutsch | altsächsisch | altenglisch | urgermanisch |
| Nom. Sg. | giba    | gjǫf        | geba           | geƀa         | ġiefu       | *ǥeƀō        |
| Gen. Sg. | gibōs   | gjafar      | gebā           | geƀō         | ġiefe       | *ǥeƀõz       |
| Dat. Sg. | gibai   | gjǫf        | gebu           | geƀu         | ġiefe       | *ǥeƀãi, -õi  |
| Akk. Sg. | giba    | gjǫf        | geba           | geƀa         | ġiefe       | *ǥeƀōn       |
| Nom. Pl. | gibōs   | gjafar      | gebā           | geƀā         | ġiefa       | *ǥeƀõz       |
| Gen. Pl. | gibō    | gjafa       | gebōnō         | geƀōnō       | ġiefa       | *ǥeƀõn       |
| Dat. Pl. | gibōm   | gjǫfum      | gebōm          | geƀum, -un   | ġiefum      | *ǥeƀōmiz     |
| Akk. Pl. | gibōs   | gjafar      | gebā           | geƀā         | ġiefa, -e   | *ǥeƀōz, -õz  |

|                 | gotisch | altnordisch | althochdeutsch | altsächsisch | altenglisch | urgermanisch |
| 1. Sg. Präs.    | baira   | ber         | biru           | biru         | bere        | *ƀerō        |
| 2. Sg. Präs.    | bairis  | berr        | biris          | biris        | birst       | *ƀerezi      |
| 3. Sg. Präs.    | bairiþ  | berr        | birit          | biriđ        | bireð       | *ƀeređi      |
| 1. Dual Präs.   | bairōs  | –           | –              | –            | –           | *ƀerōs       |
| 2. Dual Präs.   | bairats | –           | –              | –            | –           | (*ƀérets?)   |
| 3. Dual Präs.   | –       | –           | –              | –            | –           | ?            |
| 1. Plural Präs. | bairam  | berum       | beremēs, -ēn   | berađ        | berað       | *ƀeramiz     |
| 2. Plural Präs. | bairiþ  | berið       | beret          | berađ        | berað       | *ƀeređi      |
| 3. Plural Präs. | bairand | bera        | berant         | berađ        | berað       | *ƀeranđi     |

|          |              | maskulin | feminin | neutrum |
| Singular | Nominativ    | *sa      | *sō     | *þat    |
| Singular | Genitiv      | *þes(a)  | *þezōz  | *þesa   |
| Singular | Dativ        | *þazmai  | *þezai  | *þazmai |
| Singular | Akkusativ    | *þanōn   | *þōn    | *þat    |
| Singular | Instrumental | *þē      |         |         |
| Plural   | Nominativ    | *þai     | *þōz    | *þō     |
| Plural   | Genitiv      | *þezōn   | *þezōn  | *þezōn  |
| Plural   | Dativ        | *þaimiz  | *þaimiz | *þaimiz |
| Plural   | Akkusativ    | *þanz    | *þōz    | *þō     |

## Syntax

### Grundsätzliches
Die Erschließung der urgermanischen Syntax ist mit vielen Schwierigkeiten verbunden, weil die erhaltenen Texte nur bedingt Rückschlüsse auf die Wortstellung erlauben:
- Die ältesten Runeninschriften bestehen selten aus vollständigen und fast nie aus gegliederten Sätzen. Oft liegen Einzelwörter oder Namen vor, die über die Syntax keinen Aufschluss geben.

- Die frühesten Texte sind zu einem großen Teil Übersetzungsliteratur, die sich in der Satzstellung meist sehr eng an das jeweilige griechische oder lateinische Original hält. Besonders im Bereich der Bibelübersetzung spiegeln Interlinearübersetzungen oder Übersetzungen nach dem im Frühmittelalter vorherrschenden „Wort-für-Wort-Prinzip“ in erster Linie die Syntax der übersetzten griechischen oder lateinischen Vorlage wieder oder bieten nur eine „verzerrte“ (gräzisierte oder latinisierte) germanische Syntax. Hinweise auf die Syntax der altgermanischen Zielsprache finden sich deshalb besonders dort, wo die Übersetzung von der Syntax der Vorlage abweicht.

- Bei altgermanischen Texten, die nicht Übersetzungsliteratur sind, handelt es sich oft um metrisch gebundene Poesie. Soweit die Syntax hier nicht ebenfalls durch Stilvorbilder aus anderen Sprachen, insbesondere aus dem Lateinischen, beeinflusst ist, kann sie zwar als germanisch gelten, doch die Syntax lyrischer Texte unterscheidet sich in vielen Fällen von derjenigen der Standard- oder Alltagssprache. Vor allem das Versmaß (z. B. der germanischen stabreimenden Langzeile im altenglischen Beowulf) oder der Endreim (im Fall der althochdeutschen Evangelienharmonie Otfrids) führen zu Abweichungen von der üblichen Syntax der altgermanischen Sprachen und letztlich auch des Urgermanischen. Diese Texte ermöglichen jedoch viele Rückschlüsse auf die Syntax, insbesondere dort, wo Metrik oder Endreim alternative Wortstellungen zulassen.

Generell ist die urgermanische Syntax weit weniger intensiv erforscht als Phonologie, Morphologie und Lexikon dieser Sprache. Als bislang einzige Monographie zu diesem Thema gilt die mehrbändige Arbeit von Otto Behaghel Deutsche Syntax. Eine geschichtliche Darstellung aus den Jahren 1924, 1928 und 1932. Seitdem wurde diese Problematik vor allem in Einzelartikeln hinsichtlich einzelner Aspekte erforscht. Eine aktuelle Zusammenfassung des Forschungsstandes gibt die Monographie von Wolfram Euler.

### Wortstellung
Während beispielsweise im modernen Englisch als weitgehend endungsloser Sprache die Wortstellung relativ festgelegt ist und Abweichungen oft Bedeutungsunterschiede markieren, war in den früh überlieferten indogermanischen Sprachen Altindisch, Altgriechisch und auch Latein die Wortstellung weit weniger festgelegt. Dasselbe hat offenbar im ebenfalls noch sehr formenreichen Urgermanischen gegolten. Beispielsweise überwiegt in denjenigen urnordischen Runeninschriften, die vollständige Sätze mit Subjekt, Objekt und Verb enthalten, nur leicht die Wortstellung Subjekt-Objekt-Verb. Die Stellung Subjekt-Verb-Objekt ist ebenso geläufig und scheint in den voralthochdeutschen („südgermanischen“) Inschriften etwas zu überwiegen.
Was die Stellung von Attributen (Adjektive, Pronomina und Numeralia) neben den Substantiven angeht, so ist das Bild ebenso uneinheitlich. In den ältesten altenglischen und althochdeutschen Texten geht das Substantiv dem Attribut etwas häufiger voraus als umgekehrt. Soweit das Attribut nachgestellt wird, war es regelmäßig betont. Da der Befund des Urnordischen wenig aussagefähig ist und dem Gebrauch im Westgermanischen jedenfalls nicht widerspricht, kann man annehmen, dass auch im Urgermanischen Attribute den Substantiven meist vorangingen und durch Nachstellung betont wurden.

### Formengebrauch

#### Verwendung der Kasus
Im Urgermanischen hat der Dativ die Funktionen des indogermanischen Dativs, Lokativs, Ablativs und teilweise des Instrumentalis auf sich vereinigt, morphologisch bestehen die Dative der altgermanischen Sprachen überwiegend aus altererbten Lokativ- und Dativformen. Dieser Entstehung des urgermanischen Dativs entspricht seine Verwendung als Sammelkasus in dativischer, lokativischer, ablativischer und auch instrumentaler Funktion in den altgermanischen Sprachen, die hier offenbar den urgermanischen Sprachgebrauch fortsetzen (und der im Deutschen im Prinzip fortbesteht).
Bei den anderen erhaltenen Kasus weicht der Formengebrauch wenig von dem anderer indogermanischer Sprachen ab (Latein, Griechisch, Altkirchenslawisch, Litauisch). Eine Besonderheit in allen drei Zweigen des Germanischen (Ost-, Nord- und Westgermanisch) ist der dativus absolutus, der eine Nebenhandlung oder Begleitumstände gegenüber einer Haupthandlung beschreibt. Er entspricht an mehreren Stellen dem lateinischen ablativus absolutus und dem griechischen absoluten Genitiv. Im heutigen Deutsch ist er am ehesten mit formelhaften Redewendungen im Genitiv wie „stehenden Fußes“ oder „unverrichteter Dinge“ vergleichbar.
Ähnlich wie im Lateinischen (und vereinzelt im Deutschen) gab es im Urgermanischen den AcI (Akkusativ mit Infinitiv), denn er taucht nicht nur in Übersetzungen aus dem Lateinischen an den zu erwartenden Stellen auf, sondern auch mehrfach in der gotischen Bibelübersetzung abweichend von der griechischen Vorlage.

#### Verwendung der Tempora und Modi
Noch etwas stärker als das Kasussystem haben die germanischen Einzelsprachen bei Beginn ihrer Überlieferung das indogermanische verbale Formensystem reduziert und vereinfacht. Auch wenn das Urgermanische um Christi Geburt womöglich noch eine deutlich größere Vielfalt aufwies als etwa das ab dem 8. Jahrhundert überlieferte Althochdeutsche, so war ein großer Teil der Reduktion des Verbalsystems damals wohl bereits vollzogen.
Beispielsweise war der indogermanische Konjunktiv (als Modus des festen Wunsches und der Absicht) offenbar bereits ganz verschwunden. Seine Funktion wurde überwiegend vom erhalten gebliebenen Optativ (Präsens) mitübernommen, der in indogermanischer Zeit zunächst nur Mögliches, Unwirkliches und allgemein Gewünschtes bezeichnet hatte. Diese Entwicklung hat eine Parallele im Lateinischen, dessen (neuer) Konjunktiv auf indogermanischen Optativformen basiert, während etliche alte Konjunktivformen im Lateinischen zu Futur-Formen wurden (vor allem in der konsonantischen Konjugation). Dementsprechend wurde im Urgermanischen der Prohibitiv (negativer Wunsch und Verbot) mit der Kombination aus *ne + Verbform im Optativ Präsens gebildet.
Während der indogermanische Aorist als eigenes Tempus der Vergangenheit im Germanischen bis auf wenige Reliktformen untergegangen ist, gab es ein Futur sowenig wie in der indogermanischen Ursprache. Dieses wurde im Urgermanischen vielmehr unverändert (und wie im Deutschen vielfach bis heute) mit dem Präsens (+ Adverb) ausgedrückt (morgen fahre ich nach Hause).
Eine urgermanische Innovation in Form und Funktion war der Optativ des Präteritums, der das Irrealis der Vergangenheit, aber auch der Gegenwart bezeichnete, wie übereinstimmende Belege im Gotischen, Althochdeutschen, Altenglischen und Altnordischen belegen. Diese Verwendung des (neuen) Optativ Präteritums als Irrealis sämtlicher Zeitstufen trat offenbar erst ein, nachdem das (urgermanische) Präteritum als einstiges Perfekt den indogermanischen Aorist verdrängt hatte.
Außerdem kannte das Urgermanische eine Consecutio temporum (Zeitenfolge) zur Unterscheidung von Vor- und Gleichzeitigkeit in Haupt- und Nebensatz. Ein Plusquamperfekt gab es noch nicht, so dass die Vorvergangenheit im Nebensatz mit dem Präteritum ausgedrückt wurde.

## Wortschatz
Der urgermanische Wortschatz enthält viele Wörter, für die ein indogermanischer Ursprung schwer nachzuweisen ist oder rundheraus abgestritten wird (vgl. Germanische Substrathypothese). Diese Unsicherheiten betreffen vor allem Bereiche der gesellschaftlichen Gliederung sowie Schiffswesen und Seefahrt und haben zur Behauptung einer Beeinflussung durch eine zuvor vorhandene Sprache (Substrat) und einer Entstehung des Germanischen als Einwanderersprache geführt; für die meisten der für diese Hypothesen ins Feld geführten Lemmata sind jedoch schon indogermanische Etymologien vorgeschlagen worden.
Lehnwörter belegen vor allem nahe Beziehungen im Sinne eines Sprachbunds zu den keltischen Sprachen. Daneben wurde das Finnische schon früh mit mehreren germanischen Wörtern beeinflusst, die es in nahezu unveränderter Form bis heute bewahrt hat, so die Worte kuningas ‚König‘ aus urg. *kuninǥaz und rengas ‚Ring‘ aus urg. *χrenǥaz (in beiden Worten steht z für stimmhaftes s).

## Textproben
Verschiedene Linguisten haben Textproben in der erschlossenen urgermanischen Sprache verfasst. Carlos Quiles Casas hat im Jahr 2007 folgende Version der bekannten indogermanischen Fabel Das Schaf und die Pferde von August Schleicher veröffentlicht (Quelle: Englische Wikipedia/A Grammar of Modern Indo-European, 2007), die er auf 500 v. Chr. datiert:
Awiz eχʷaz-uχ

Awiz, χʷesja wulno ne ist, speχet eχʷanz, ainan krun waǥan weǥantun,

ainan-uχ mekon ƀoran, ainan-uχ ǥumonun aχu ƀerontun.

Awiz nu eχʷamaz weuχet: χert aǥnutai meke witantei, eχʷans akantun weran.

Eχʷaz weuχant: χluđi, awi! χert aknutai uns wituntmaz:

mannaz, foþiz, wulnon awjan χʷurneuti seƀi warman wistran. Awjan-uχ wulno ne isti.

þat χeχluwaz awiz akran ƀukeþ.
Der Münchner Indogermanist Wolfram Euler schlug ebenfalls im Jahre 2007 für denselben Text folgende urgermanische Rekonstruktion vor (Sprachstand um Christi Geburt):
Awiz eχwôz-uχ

Awis, þazmai wullô ne wase, eχwanz gasáχ, ainan kurun waganan wegandun,

anþeran mekelôn burþînun, þriđjanôn gumanun berandun.

Awiz eχwamiz kwaþe: „Χertôn gaángwjedai mez seχwandi eχwanz gumanun akandun.“

Eχwôz kwêđund: „Gaχáusî, awi, χertôn gaángwjedai unsez seχwandumiz:

gumôn, faþiz awjôn wullôn sez warman westran garwidi; avimiz wullô ne esti.“

Þat gaχáusijandz awiz akran þlauχe.
Die deutsche Übersetzung lautet:
Das Schaf und die Pferde

Ein Schaf, das keine Wolle hatte, sah Pferde, das eine, das einen schweren Wagen zog,

das zweite, das eine große Last trug, und das dritte, das einen Menschen trug.

Das Schaf sprach zu den Pferden: „Das Herz engt sich mir ein, wenn ich sehe, wie der Mensch die Pferde treibt.“

Die Pferde sprachen: „Hör zu, Schaf! Das Herz engt sich uns ein beim Anblick:

Der Mensch, der Herr, bereitet aus der Wolle der Schafe für sich ein warmes Kleidungsstück, und die Schafe haben keine Wolle.“

Als das Schaf das hörte, floh es vom Acker.